# Камалхи
Камалхи — покинутый аул в Галанчожском районе Чеченской Республики. Входит в Мелхйистинское сельское поселение. В Камалхи проживали Камалхой внутритайповое подразделение тайпа маьлхнй. Некоторые исследователи ошибочно выделяют как самостоятельный тайп.

## География
Аул расположен на левом берегу реки Аргун, на границе с Грузией, к юго-западу от районного центра Галанчож.
Ближайшие населённые пункты и развалины бывших аулов: на северо-западе — бывшие аулы Коротах, Нахорусты, Сахани и Икильчи, на север-востоке — бывшие аулы Басты и Шюнда, на юго-востоке — бывшие аулы Цекалой и Пуога, востоке — бывший аул Баст-Хайхи, западе — бывший аул Джари.

## История
Аул Камалхи ликвидирован в 1944 году во время депортации чеченцев. После восстановления Чечено-Ингушской АССР в 1956 году чеченцам было запрещено селиться в данном районе.